# Мошинский, Ежи
Ежи (Юрий) Мошинский (1847—1924) — польский публицист и писатель, журналист, граф.
Получил строго нравственное и патриотическое воспитание; по окончании университетского образования поселился в своём имении, в одной из губерний Царства Польского, чтобы посвятить себя земледельческому труду. В восьмидесятых годах Мошинский выступает с целым рядом статей, в которых высказывает свои взгляды на политическую и общественную жизнь польского народа.
Мошинский — глубоко верующий католик; учение церкви служит ему исходной точкой во всех его размышлениях. В религиозности Мошинский нашёл утешение от вывода, к какому он пришёл при близком знакомстве с тяжёлыми условиями быта польского общества — именно, что польский народ должен навсегда проститься с мыслью о политической независимости. Последняя, по мнению Мошинского, не составляет высшей цели жизни народов, у которых, если они желают следовать по пути, указанному Христом, есть более высокая задача: стремление к нравственному и умственному самосовершенствованию. Поляки должны заявить миру о своём существовании не внешней силой, которой они бесповоротно лишились, но своими духовными качествами; они обязаны развивать свою духовную индивидуальность, чтобы этим принести пользу всему человечеству.
В сочинении: «Myśl polityczna» Мошинский разбирает с точки зрения христианских обязанностей Польши, историю её отношений к России, всю вину возлагая на своих соотечественников, за что ему приходилось выслушивать упрёки. Мошинский сошёлся с Л. Толстым в учении о непротивлении злу насилием.